# The talk (phân biệt chủng tộc)
Tại Hoa Kỳ, the talk là một uyển ngữ để chỉ cuộc trò chuyện mà một số cha mẹ là người da đen cảm thấy buộc phải trao đổi với con cái. Họ nhắc nhở về những nguy hiểm mà một người da màu phải đối mặt do nạn phân biệt chủng tộc hoặc đối xử bất công từ chính người nắm quyền, lực lượng thực thi pháp luật tại đất nước họ. The talk đã có từ nhiều thế hệ và thường là một "nghi thức" dành cho trẻ em da đen.

## Lịch sử
Thanh niên da đen ở Hoa Kỳ "luôn được cảnh báo" về việc đối phó một cách an toàn khi bắt gặp lực lượng thực thi pháp luật. Cha mẹ hoặc những người chăm sóc chỉ ra những nguy hiểm mà con họ có thể gặp phải do nạn phân biệt chủng tộc. Biến thể của the talk được truyền qua nhiều thế hệ trong các gia đình da đen trong nhiều thập kỷ. Đây được coi là tập tục "bắt nguồn từ thời nô lệ và đã kéo dài hàng thế kỷ".
Utne Reader gọi the talk là "a rite of passage" (tạm dịch: nghi lễ dấu mốc cuộc đời) dành cho trẻ em da đen. Judy Belk, viết trên tờ Los Angeles Times, coi the talk là "một phong tục cần thiết mà chúng tôi luôn lưu giữ trong cộng đồng người da đen, một phong tục mà chúng tôi miễn cưỡng truyền từ đời này sang đời khác" và là "một nghi thức đau đớn".

## Nội dung
The talk có nội dung tập trung vào cách hạn chế các cuộc chạm trán với cảnh sát. Tại Mỹ, người da đen có thể bị cảnh sát kiểm tra người và phương tiện với lý do nhỏ nhặt, không đáng kể hoặc thậm chí vu vơ, không tồn tại, chẳng hạn như tình trạng: lái xe khi bạn là người da đen (Driving while black).
The talk là một ví dụ về hiện tượng sự chuẩn bị cho sự thiên vị (preparation for bias) trong môi trường xã hội hóa sắc tộc. Brooks và cộng sự (2016) đã liệt kê lại những hành động của người da đen khi gặp lực lượng thực thi pháp luật lúc lái xe:
- Dừng xe ngay lập tức
- Để nguyên hai bàn tay trên vô lăng và không được di chuyển đột ngột
- Không được cho tay để lấy các vật dụng trong ví hoặc ngăn đựng găng tay mà không thông báo cho nhân viên thực thi pháp luật trước
- Tỏ ra lịch sự nhất có thể, hãy nói "Yes sir, officer" (Vâng thưa ngài)
- Không được tranh cãi, ngay cả khi bạn đúng

Các hành động nêu trên là ví dụ của sự hoài nghi pháp lý mang tính phân biệt chủng tộc.

Theo PBS có trích lời trong the talk giữa bố mẹ và con cái họ:
Nếu con bị cảnh sát yêu cầu dừng xe: Luôn nói "vâng thưa ngài, không thưa ngài"; không được nói lại; không được tạo ra các cử động bất thình lình; không đút tay trong túi; tuân thủ mọi mệnh lệnh; nếu con bị cảnh sát buộc tội oan uổng, hãy cãi lại ở đồn. Bố/mẹ thà đi đón con ở đồn cảnh sát hơn là ở nhà xác…"— The Talk: Race in America

## Truyền hình nói vềThe talk
Thời báo New York thực hiện một bộ phim tài liệu ngắn vào năm 2015 kể về những trải nghiệm của người Mỹ da đen khi có cuộc trò chuyện này với con cái và ký ức về The talk của chính cha mẹ họ khi trao đổi với họ. PBS xây dựng bộ phim tài liệu với thời lượng 2 giờ đồng hồ, The Talk: Race in America, vào năm 2017.  Procter & Gamble ra mắt quảng cáo mang tên "The Talk" vào năm 2017. Một tập phim năm 2018 của series Grey's Anatomy có nội dung là một cặp vợ chồng da đen nói chuyện với con trai về vấn đề này. Vào năm 2019, đài PBS WFYI, Dự án SALT, Nhà thờ Chúa Kitô và Chủng viện Thần học Kitô giáo hợp tác để xây dựng nội dung một đoạn video ngắn dành cho những thanh niên da đen. Video mang tên "Hãy về nhà an toàn: 10 quy tắc sinh tồn".